# Fresney-le-Vieux
Fresney-le-Vieux – miejscowość i gmina we Francji, w regionie Normandia, w departamencie Calvados.
Według danych na rok 1990 gminę zamieszkiwało 210 osób, a gęstość zaludnienia wynosiła 85 osób/km² (wśród 1815 gmin Dolnej Normandii Fresney-le-Vieux plasuje się na 676. miejscu pod względem liczby ludności, natomiast pod względem powierzchni na miejscu 1071.).